# Profiel 5
Profiel 5 is een verlichte profielletter, een dikke letter (doosletter) waar ledverlichting in is gemonteerd. Het is de meest voorkomende toepassing in lichtreclame.
De letter zelf is gemaakt van gecoat aluminium. De voorkant is gemaakt van PMMA (acrylaat) en wordt door een kunststof profiel aan de zijkant van de letter bevestigd. Het PMMA en het profiel zijn verlijmd en worden samen met schroeven aan de zijkant van de letter gemonteerd. De letters worden centraal geproduceerd. Er zijn in Europa 5 tot 6 fabrieken die de letters voor lichtreclame bedrijven (tussenhandel) produceren.

## Voordelen
Voordelen van deze toepassing is dat de productie relatief goedkoop en snel is en dat het lichtreclamebedrijf vrij is in de keuze van de verlichting in de letters. De letters en logo's kunnen in alle vormen worden gemaakt. Door de aparte zijkant, profiel en voorkant zijn er talloze kleurcombinaties mogelijk. Montage is eenvoudig, door de letter tegen de gevel of op een kabelgoot.

## Nadelen
Er kleven ook een aantal nadelen aan Profiel 5-letters. De letters zijn van aluminium met een poedercoating, echter de poedercoating bindt meestal niet goed op het aluminium waardoor deze afbladdert. De kap van de letter waar het licht doorheen komt (het PMMA met profiel) wordt aan de zijkant vastgeschroefd met redelijke grote schroeven die duidelijk zichtbaar zijn. De kap sluit de letter niet waterdicht af waardoor er regenwater in de letter komt. Hierdoor wordt de letter aan de binnenzijde vies en kan het elektrisch systeem worden aangetast. Hangen de letters buiten, dan dienen de letters elk jaar een keer open te worden gemaakt en gereinigd. Door deze kenmerken is de letter ook beter geschikt voor binnengebruik. Verder is de keuze voor de verlichting afhankelijk van het lichtreclamebedrijf. Wil deze marginaal werken, dan zal er een goedkopere led worden gebruikt die de levensduur verkort. Deze LED's branden eenmaal korter. Wordt er een betere LED gebruikt die ook weer wat duurder is, dan zal de lichtreclame duidelijk langer blijven branden.

## Oplossingen
Een oplossing voor Profiel 5 komt van producenten die geheel gesloten letters gebruiken, zonder dat deze van binnen nat kunnen worden door regenwater of druipwater. Er zijn ook dunne letters (20-24 mm dik) op de markt met led-verlichting die zelfs onder water kan branden. Voor kleinere reclames is het in elk geval aan te raden om geen dikke letters te gebruiken, omdat dan meer zijkant dan voorkant zichtbaar is, aangezien een gevelreclame het meest van de zijkant wordt bekeken.